# Fennsík

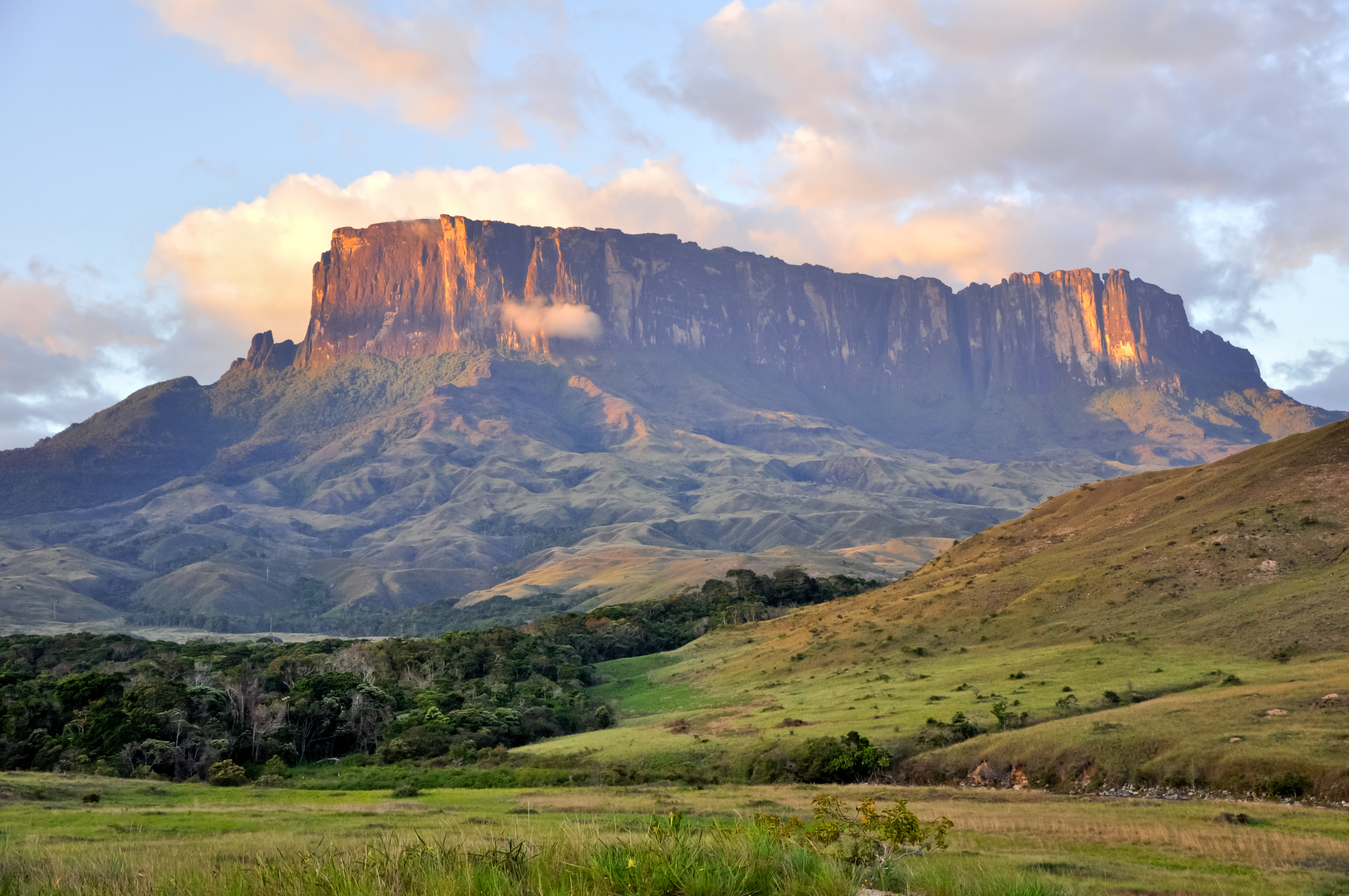
Fennsík Venezuelában

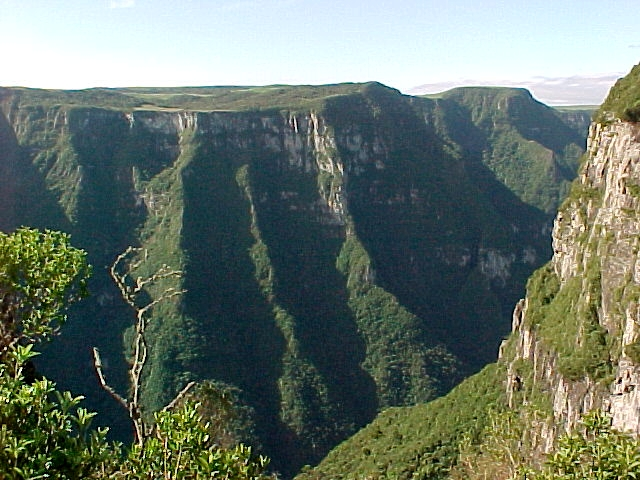
Brazíliai fennsík, mellette kanyon

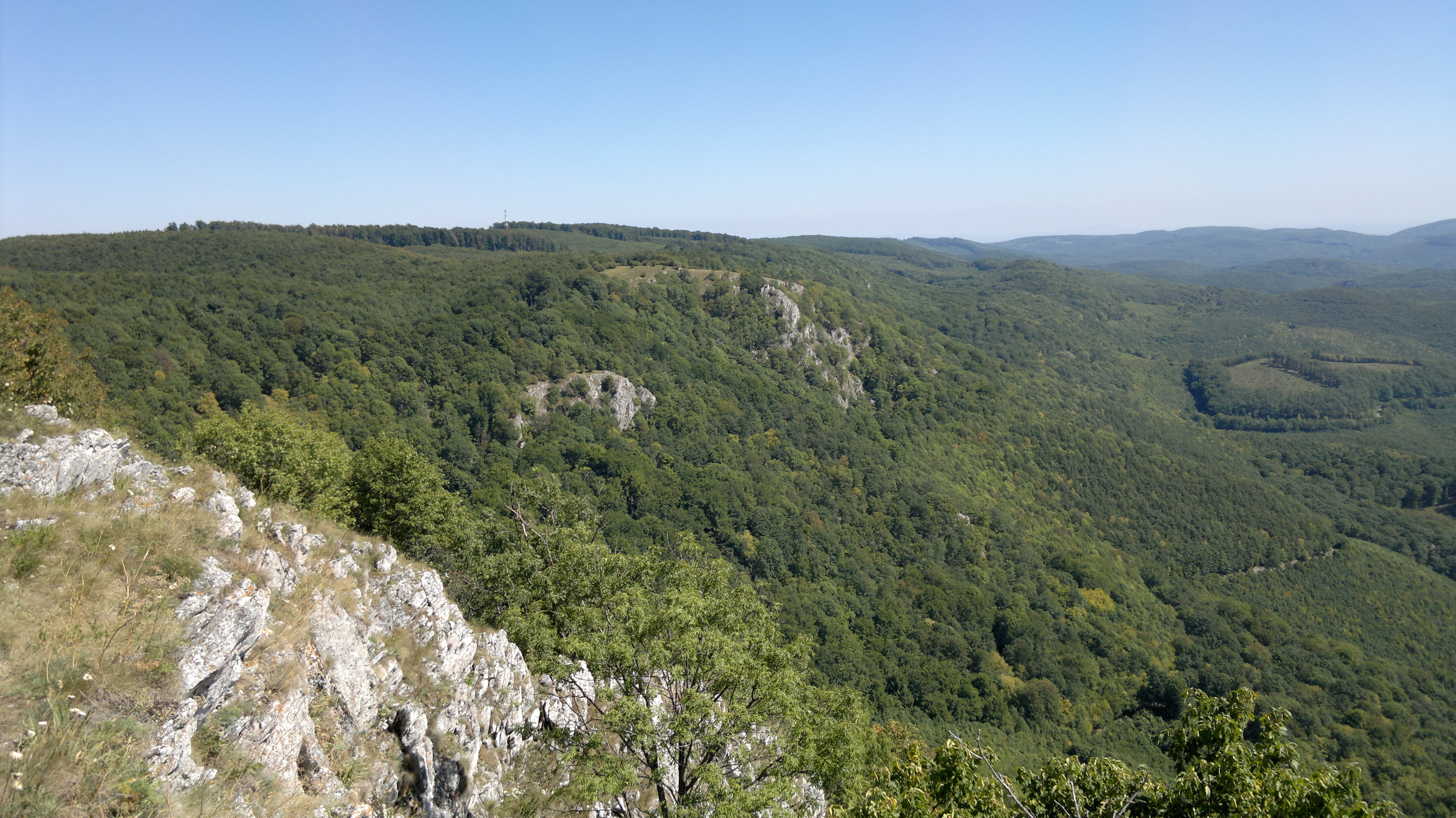
A Bükk-fennsík széle

Fennsík (más néven plató vagy magasföld) az a síkság, amely tartósan 200 méter tengerszint feletti magasságon terül el. A fennsíkokon általában nem találhatóak nagyobb kiemelkedések, felületük viszonylag egységesnek mondható. Sok fennsík lejtős és fokozatosan átmegy alföldbe.

## Fennsíkok

### Európában
- Berni-felvidék Svájcban
- Géta-fennsík Romániában
- Hardangervidda Norvégiában
- Mezeta Spanyolországban
- Titeli-fennsík Szerbiában

#### Magyarországon
- Balaton-felvidék
- Bükk-fennsík
- Keszthelyi-fennsík
- Medves-fennsík
- Tési-fennsík
- Tétényi-fennsík

### Afrikában
- Etióp-magasföld

### Ázsiában
- Dekkán-fennsík
- Golán-fennsík
- Iráni-fennsík
- Örmény-felföld
- Putorana-fennsík
- Tibeti-fennsík